# 国葬
国葬是一種依循嚴格禮儀舉行的公開葬禮，用以表彰具有國家重要地位的人士。此類葬禮通常充滿隆重的儀式感，並結合宗教氛圍與獨特的軍事傳統。一般來說，國葬旨在讓全體民眾參與全國哀悼日，但前提是需取得逝者家屬的同意。國葬往往會引發國內外媒體的廣泛報導。

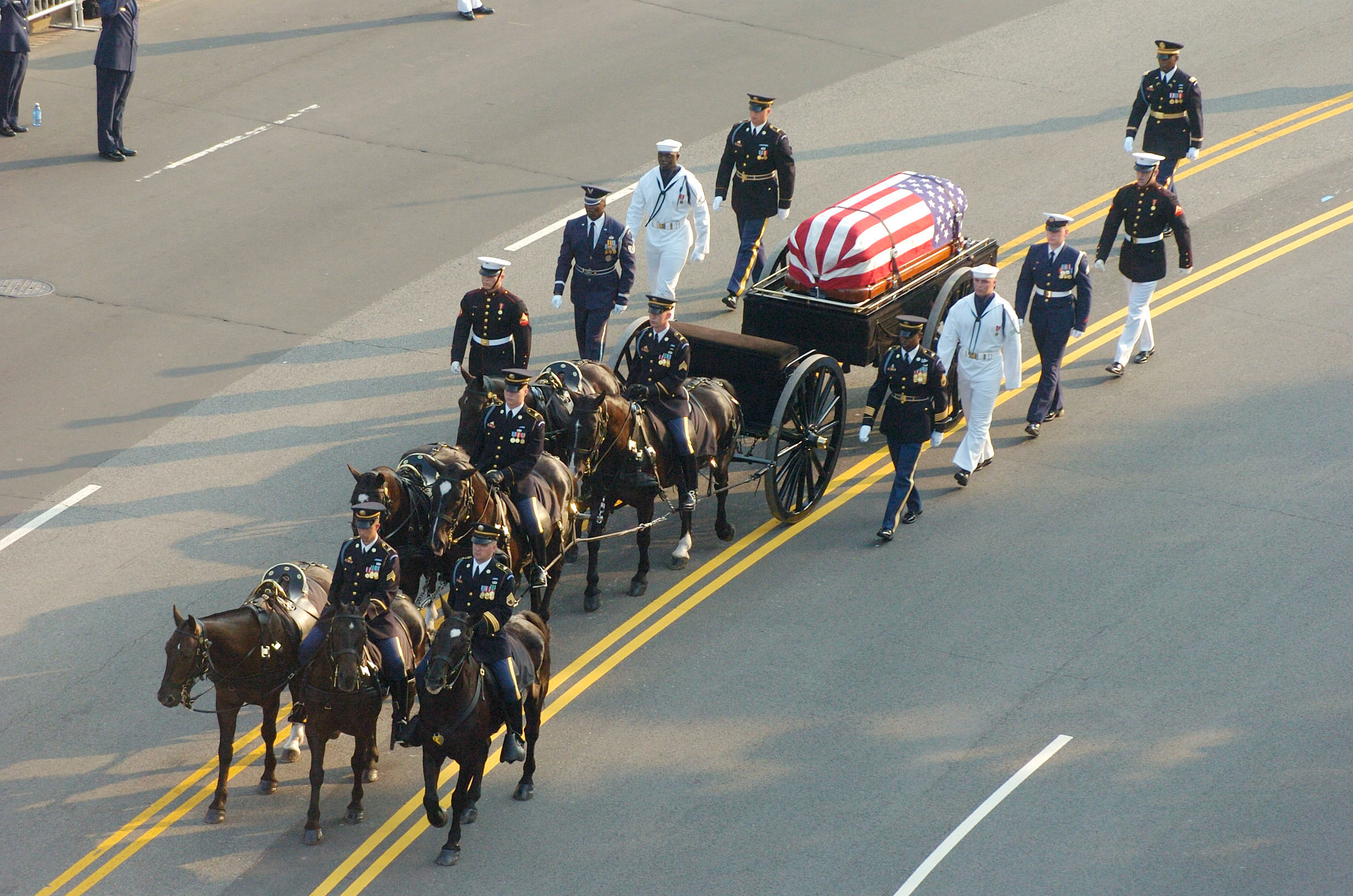
美国前总统隆納·雷根的葬禮車隊。

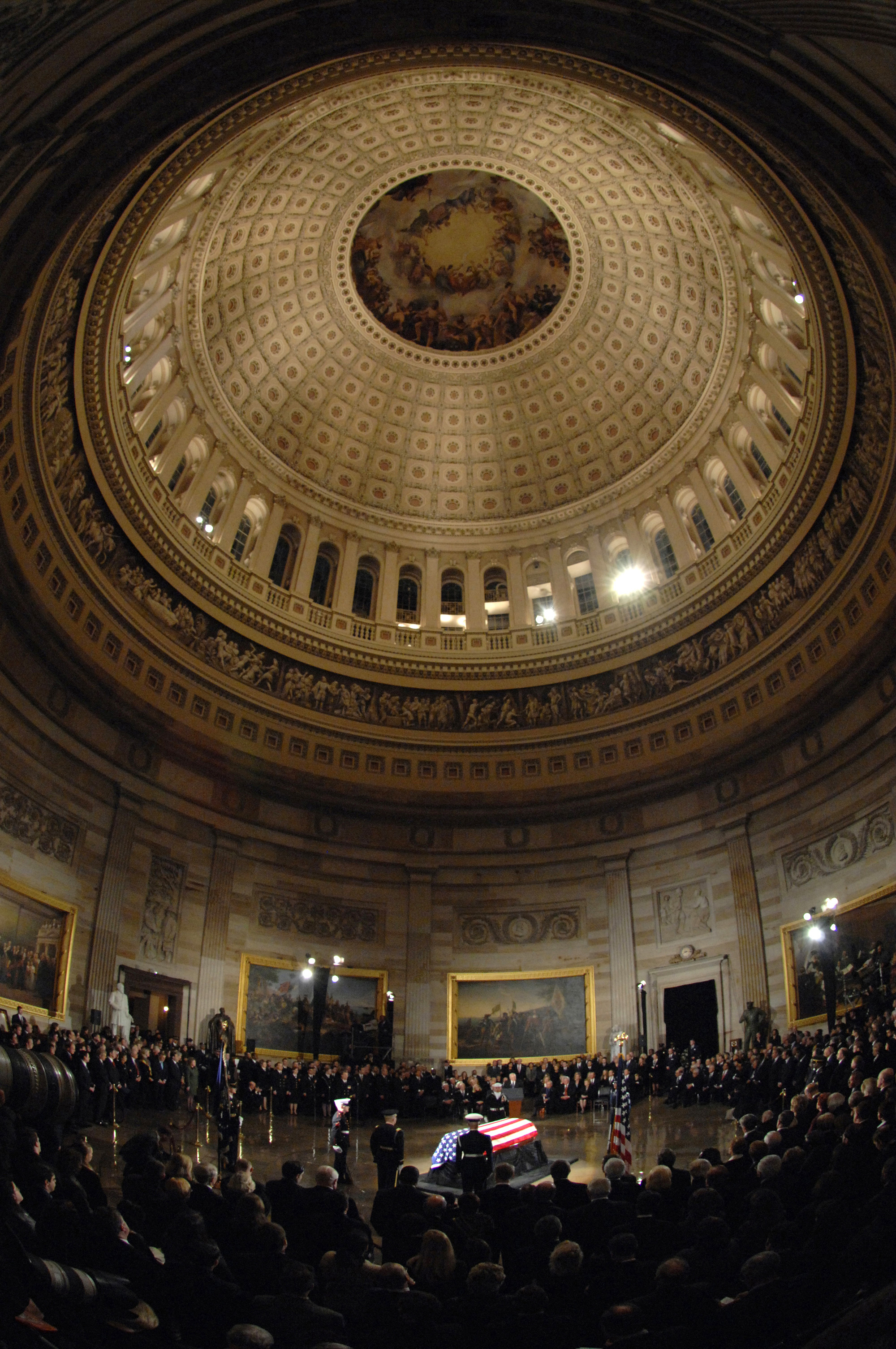
傑拉爾德·福特的國葬在華盛頓哥倫比亞特區的国会大厦舉行，2006年12月30日。

## 各國國葬

### 中華民國

#### 大陆时期國葬
- 隆裕太后：1913年2月国葬于清西陵崇陵
- 袁世凯：1916年6月国葬于河南安阳

1916年12月18日，中華民國國會通過了第一部《國葬法》。
- 蔡锷：1917年4月12日国葬于长沙岳麓山
- 黄兴：1917年4月15日国葬于长沙岳麓山
- 孙中山：1925年3月14日国会非常会议决议国葬。1929年6月1日南京国民政府举行“奉安大典”，国葬于南京中山陵

1918年－1925年间廣州政权所举行的国葬
- 程璧光：1918年3月2日国葬
- 李仲麟：1920年国葬，1928年迁墓穴至岳麓山
- 林修梅：1921年国葬，1928年迁墓穴至岳麓山
- 伍廷芳：1924年12月3日国葬
- 廖仲愷：1925年8月国葬于广州沙河顶驷马岗，1935年南京国民政府再次以国葬仪式附葬于中山陵旁

1930年9月南京国民政府頒發第二部《國葬法》。
- 譚延闓：1930年9月國葬于南京靈谷寺
- 盧師諦：1930年12月去世，国葬于南京紫金山
- 黎元洪：1935年11月24日國葬于武昌卓刀泉南土宫山
- 胡漢民：1936年6月17日国葬于广州市郊
- 段祺瑞：1936年11月2日国葬于北京香山
- 邵元沖：1937年3月9日国葬
- 朱培德：1937年3月13日国葬
- 唐繼堯：1937年12月25日国葬
- 劉湘：1938年2月14日国葬于成都市郊
- 謝持：1939年5月6日国葬于成都市郊
- 張自忠：1940年5月28日國葬于重慶北碚张自忠墓
- 林森：1943年8月国葬于重庆市
- 佟麟閣：1946年7月28日國葬北京藍澗溝
- 蔡元培：1947年5月10日国葬于香港
- 1948年5月19日，国务会议通过六先烈國葬案，为柏文蔚、陳其美、張繼、郝夢齡、李家鈺、覃振6人举行国葬
- 戴季陶：1949年4月国葬于成都

#### 台灣時期準國葬
- 吳稚暉：1953年國葬（海葬）於金門稚暉公園外海
- 章嘉呼圖克圖七世：1957年圓寂於台大醫院葬於台北市北投區中和禪寺後山章嘉活佛舍利塔塔蹟
- 閻錫山：1960年國葬於陽明山閻錫山墓園
- 胡適：1962年國葬於臺北縣南港鎮（今臺北市南港區）胡適公園
- 于右任：1964年國葬於陽明山于右任墓
- 陳誠：1965年國葬於臺北縣泰山鄉（今新北市泰山區）辭修公園，後遷骨高雄市佛光山
- 白崇禧：1966年國葬於臺北市大安區黎安里（今臺北市信義區黎安里）六張犁回教公墓白榕蔭堂墓園
- 蔣中正：1975年國葬於桃園縣大溪鎮（今桃園市大溪區）慈湖陵寢
- 蔣經國：1988年國葬於桃園縣大溪鎮（今桃園市大溪區）大溪陵寢
- 孫立人：1990年12月8日國葬於台中市北屯區
- 嚴家淦：1994年1月22日國葬於臺北縣汐止市（今新北市汐止區）五指山國軍示範公墓
- 鄧麗君：1995年5月28日國葬於臺北縣金山鄉（今新北市金山區）金寶山墓園筠園
- 林旺：2003年3月26日國葬於台北市文山區木柵動物園後山
- 孫運璿：2006年2月25日國葬於基隆市七堵區安樂園公墓
- 陸軍UH-1直升機空難8名殉職軍士官：2007年4月11日國葬於五指山國軍示範公墓
- 李元簇：2017年樹葬於法鼓山金山環保生命園區
- 沈一鳴與其他七名在2020年中華民國空軍UH-60M黑鷹直升機墜毀事故殉職的國軍高級軍官：沈一鳴、黃聖航、韓正宏葬於五指山國軍示範公墓，于親文、葉建儀、劉鎮富、許鴻彬則葬於碧潭空軍烈士公墓
- 李登輝：2020年10月7日國葬於五指山國軍示範公墓

備註：
1. 蔣中正及蔣經國逝世後，雖有相當於國葬的規格開放瞻仰及移靈儀式，但棺木目前分別暫厝於桃園市大溪區的慈湖以及大溪陵寢，尚未下葬。

### 中华人民共和国
中华人民共和国并未将国葬规定于法律中。唯一一次国葬为1981年中共中央、全国人大常委会、国务院公告为中华人民共和国名誉主席宋庆龄举行的国葬。
《中华人民共和国国旗法》规定，国家主席、全国人大常委会委员长、国务院总理、国家军委主席、全国政协主席等正國級黨和國家領導人逝世后可下半旗致哀。此外，中国共产党最高领导人不属于国旗法列出的半旗对象，但历史上也有下半旗的情况，例如1989年逝世的原中国共产党中央委员会总书记胡耀邦。
由于邓小平、江泽民、胡锦涛执政期间废除了领导干部终身制，自《国旗法》施行以来，除1992年时任全国政协主席李先念病逝，没有其他担任以上职务的国家领导人任内逝世，其他享有下半旗的哀荣的领导人，实际上是按照第十四条第（三）款以“对中华人民共和国作出杰出贡献的人”的名义而享受此待遇。
一些政府参与操办的高规格葬礼有类似国葬的成分，并从下列方面分成等级：
- 官方讣告用词、媒体报道的显著程度和持续时间；
- 遗体告别、灵车移送、追悼会仪式的参与规模、到场的政府官员人数和级别；
- 护送去火葬场的礼兵人数、下半旗范围和天数等。

实际举行的葬礼中，规格最高者为毛泽东、邓小平和江泽民（其中毛泽东的遗体并未被最终处理，而是被安放在水晶棺，停靈於毛主席紀念堂，因此严格地说只是悼念仪式而非葬礼）。这三次的讣告都以《告全党全军全国各族人民书》的名义发布，同时报纸刊登巨幅遗像，官方媒体对其逝世和悼念的报道持续一个月至半个月左右，其各主要仪式均有现任最高领导人出席。
自20世纪90年代以来，中华人民共和国政府举办高规格追悼活动的频次有明显降低的倾向。
明定举行国葬者
- 宋庆龄（时任中华人民共和国名誉主席、全国人大常委会副委员长，曾任国家副主席。中共中央、全国人大常委会、国务院发布公告明文宣布为“举行国葬”，1981年6月3日举行追悼会、4日举行葬礼）

受相当于国葬规格礼遇者
- 任弼时（时任中共中央政治局委员、中央书记处书记、中共中央秘书长，1950年10月30日举行追悼会）
- 董必武（时任中共中央政治局常委、全国人大常委会副委员长，曾代理国家主席，1975年4月7日举行追悼会）
- 康生（时任中共中央副主席、全国人大常委会副委员长，1975年12月21日举行追悼会，1980年被开除党籍、撤销悼词）
- 周恩来（时任中共中央副主席、国务院总理、全国政协主席，1976年1月15日举行追悼会）
- 朱德（时任中共中央政治局常委、全国人大常委会委员长，名义上的中国国家元首，1976年7月11日举行追悼会）
- 毛泽东（时任中共中央主席、中央军委主席、全国政协名誉主席，中华人民共和国主要缔造者，1976年9月18日举行追悼会）
- 刘少奇（曾任中共中央副主席、国家主席、全国人大常委会委员长，1968年被开除党籍，1969年去世，1980年获平反，同年5月17日举行追悼会）
- 叶剑英（曾任中共中央副主席、全国人大常委会委员长、中央军委副主席，任全国人大常委会委员长期间为名义上的中国国家元首，1986年10月29日举行追悼会）
- 胡耀邦（曾任中共中央秘书长、中共中央主席、中共中央总书记，1989年4月22日举行追悼会）
- 邓小平（曾任中共中央顾问委员会主任、中央军委主席、全国政协主席，中国共产党第二代中央领导集体核心，1997年2月25日举行追悼会）
- 邵云环、许杏虎、朱颖（美国轰炸中国驻南联盟大使馆中遇难的三名记者，1999年5月12日举行悼念活动）
- 江泽民（曾任中共中央总书记、中央军委主席、国家主席，中国共产党第三代中央领导集体核心，2022年12月6日举行追悼会）

#### 香港
- 霍英東（曾任全國政協副主席、香港中華總商會永遠名譽會長，香港企業家，2006年10月28日去世）
- 安子介（曾任全國政協副主席、前電視廣播有限公司董事，香港知名實業家，2000年6月3日去世）

### 美利堅合眾國

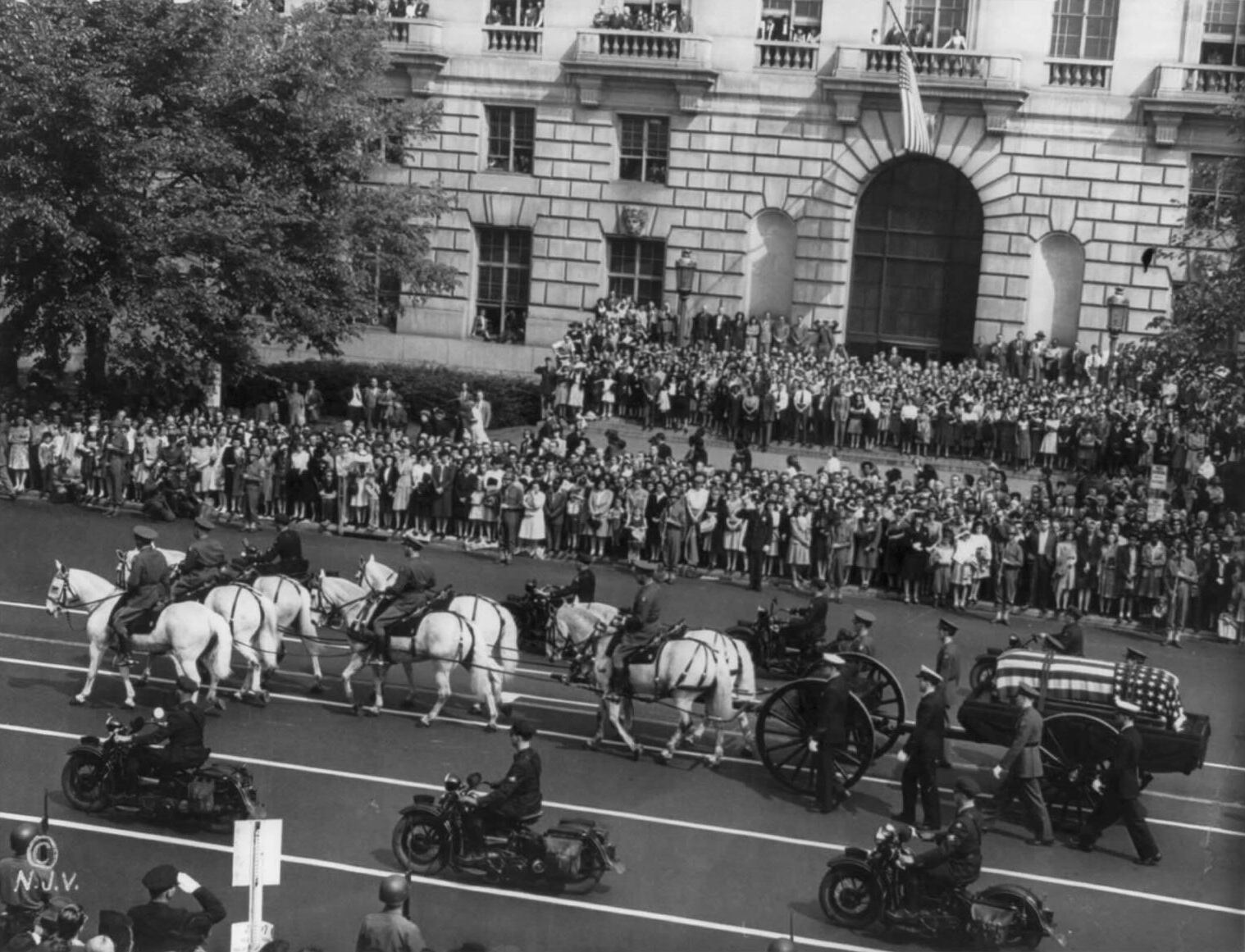
1945年4月14日，富兰克林·德拉诺·罗斯福葬禮隊伍。

根据美国法律，前总统、当选总统和现任总统死后都有资格得到国葬待遇，他们的遗体被安放在美国国会大厦中央大厅接受瞻仰。葬礼的具体安排视遗属的意愿而定。总统指定的其他人士也可享受国葬待遇。2005年黑人社会活动家羅莎·帕克斯去世后，停灵于国会大厦，享受相当于国葬的荣誉。
- 威廉·亨利·哈里森 於1841年舉行國葬儀式
- 扎卡里·泰勒於1850年舉行國葬儀式
- 亚伯拉罕·林肯在1865年遇刺身亡。他是第一位遗体被停放在国会大厦中央大厅接受瞻仰的美国总统，後移靈於林肯紀念堂。
- 撒迪厄斯·史蒂文斯於1868年舉行國葬儀式
- 詹姆斯·艾布拉姆·加菲爾德 於1881年舉行國葬儀式
- 威廉·麥金萊於1901年舉行國葬儀式
- 美國為在第一次世界大戰中犧牲的無名戰士於1921年舉行國葬儀式
- 沃倫·哈定於1923年舉行國葬儀式
- 威廉·霍華德·塔夫脫於1930年舉行國葬儀式
- 富蘭克林·德拉諾·羅斯福於1945年死於任上，遗体被停放在国会大厦中央大厅接受瞻仰
- 約翰·潘興於1948年舉行國葬儀式
- 美國為在第二次世界大戰和朝鮮戰爭中犧牲的無名戰士於1958年舉行國葬儀式
- 約翰·F·肯尼迪於1963年遇刺身亡，遗体被停放在国会大厦中央大厅接受瞻仰
- 道格拉斯·麥克阿瑟於1964年舉行國葬儀式
- 赫伯特·胡佛於1964年舉行國葬儀式
- 艾森豪於1969年舉行國葬儀式
- 林登·詹森於1973年舉行國葬儀式
- 美国为在越南战争中牺牲的无名战士于1984年举行国葬仪式
- 隆納·雷根于2004年6月17日在華盛頓國家座堂举行国葬仪式
- 傑拉爾德·福特於2007年1月4日於華盛頓國家座堂舉行國葬儀式
- 喬治·H·W·布希於2018年12月5日於華盛頓國家座堂舉行國葬儀式
- 吉米·卡特於2025年1月9日於華盛頓國家座堂舉行國葬儀式

### 日本國
1926年《國葬令》實行到1945年廢除期間，1926年（大正15年）10月21日《国葬令》规定享受国葬待遇为：
1. 天皇、太上皇、太皇太后、皇太后、皇后：「大喪儀」
2. 7岁以上死去皇太子、皇太孫、皇太子妃、皇太孫妃、担任摄政的皇族
3. 天皇、皇族以外对国家立下功勋的臣下由天皇特旨举办国葬

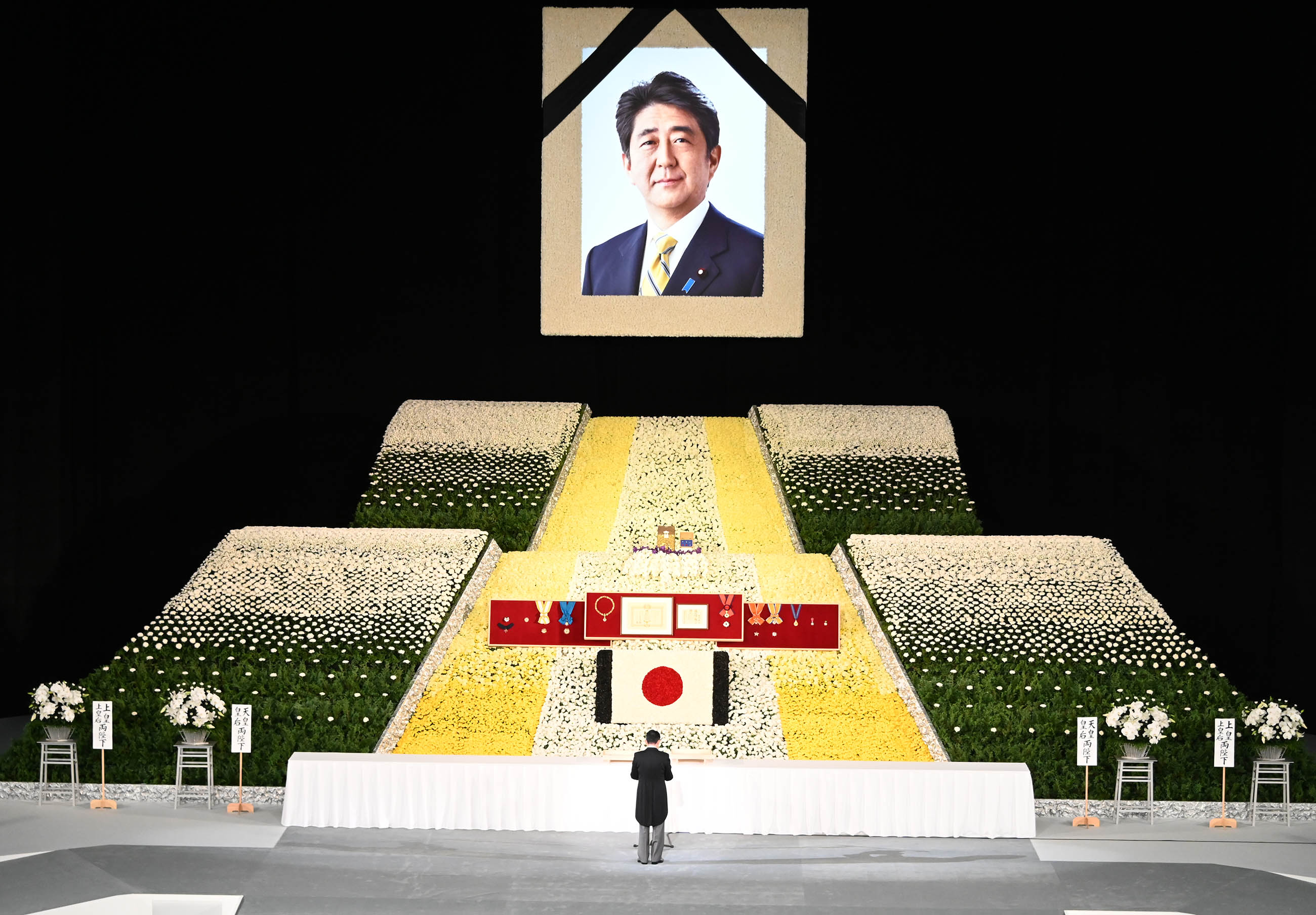
日本武道館故安倍晉三國葬儀場，2022年9月27日。

享受國葬的人員：
- 日本歷屆國葬列表
- 大久保利通：被石川縣士族刺殺後，國家安排國葬。
- 岩倉具視：右大臣
- 島津久光：公爵、左大臣
- 三条實美：公爵、太政大臣
- 有栖川宮熾仁親王：陸軍大將、參謀總長
- 北白川宮能久親王：陸軍大將、近衛師團長
- 毛利元德：公爵、參議、前長州藩藩主
- 島津忠義：公爵、參議、前薩摩藩藩主
- 小松宮彰仁親王：元帥、陸軍大將
- 伊藤博文：公爵、内閣總理大臣
- 有栖川宮威仁親王：元帥、海軍大將
- 大山巖：公爵、元帥、陸軍大將、内大臣
- 朝鮮高宗：王族、大韓帝國皇帝
- 山縣有朋：公爵、元帥、陸軍大將、内閣總理大臣
- 伏見宮貞愛親王：元帥、陸軍大將、内大臣
- 松方正義：公爵、内閣總理大臣
- 朝鮮純宗：大韓帝國皇帝
- 東鄉平八郎：侯爵、元帥、海軍大將
- 西園寺公望：公爵、内閣總理大臣
- 山本五十六：搭機前往所羅門群島視察途中座機遭美軍艦載機擊落，於1943年5月6日舉行國葬
- 閑院宮載仁親王：元帥、陸軍大將、參謀總長
- 吉田茂：内閣總理大臣
- 安倍晋三：内閣總理大臣

#### 其他

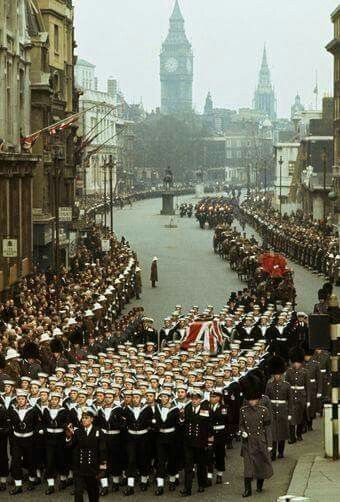
1965年1月30日，溫斯頓·邱吉爾爵士溫斯頓·邱吉爾之死及國葬隊伍。

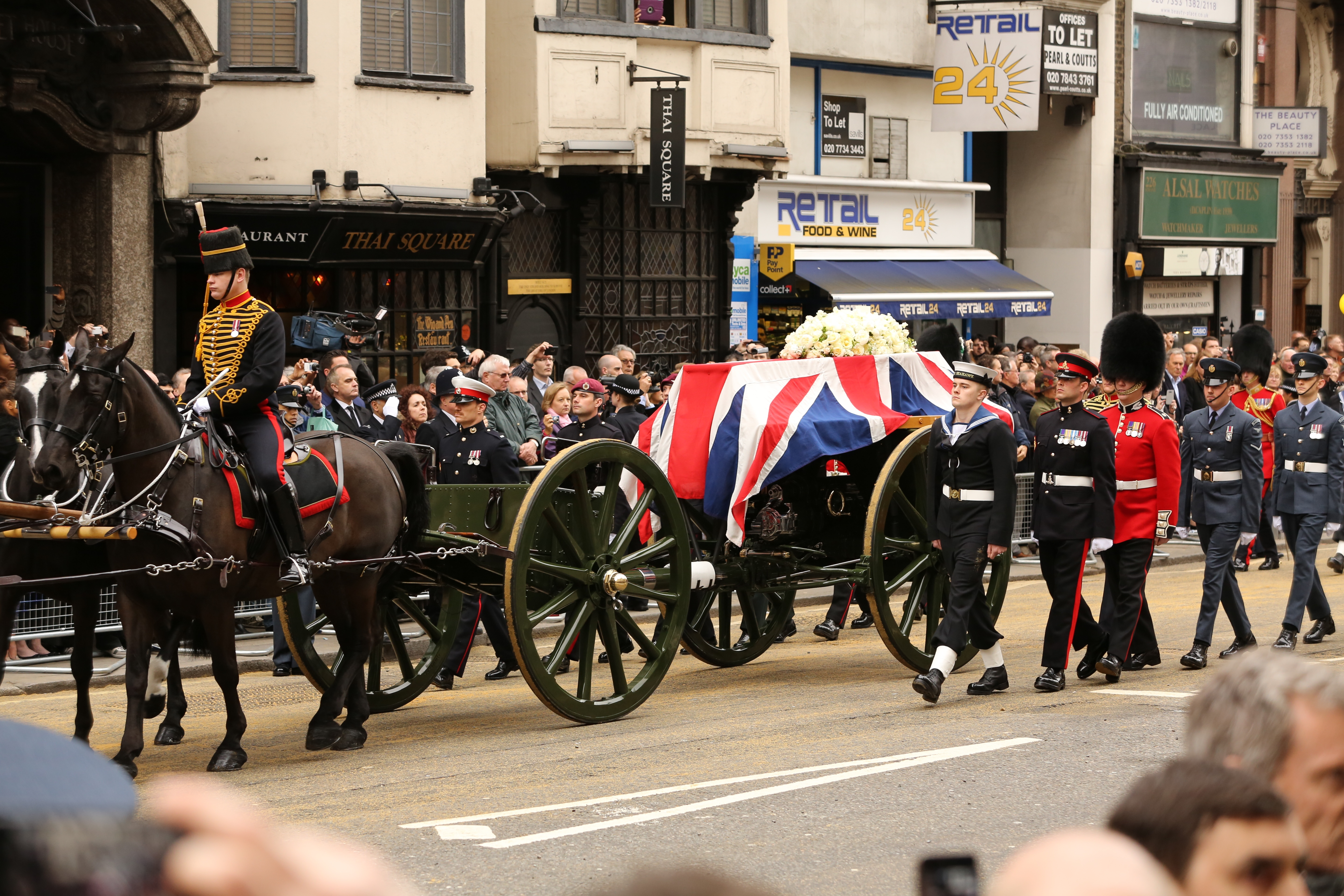
2013年4月13日，柴契爾夫人柴契爾夫人之死及葬禮隊伍。

- 大隈重信（國民葬）
- 濱口雄幸（民政黨葬）
- 幣原喜重郎（眾議院葬）
- 尾崎行雄（眾議院葬）
- 松平恒雄（参議院葬）
- 鳩山一郎（自由民主黨葬）
- 蘆田均（自由民主黨葬）
- 池田勇人（自由民主黨葬）
- 石橋湛山（自由民主黨葬）
- 佐藤榮作（國民葬）
- 大平正芳（內閣・自由民主黨合同葬）
- 岸信介（內閣・自由民主黨合同葬）
- 三木武夫（內閣・眾議院合同葬）
- 小野明（日语：小野明）（參議院葬）
- 田中角榮（自由民主黨・田中家合同葬）
- 福田赳夫（內閣・自由民主黨合同葬）
- 宇野宗佑（自由民主黨葬）
- 小淵惠三（內閣・自由民主黨合同葬）
- 竹下登（自由民主黨・竹下家合同葬）
- 鈴木善幸（內閣・自由民主黨合同葬）
- 橋本龍太郎（內閣・自由民主黨合同葬）
- 宮澤喜一（內閣・自由民主黨合同葬）
- 西岡武夫（參議院葬）
- 中曾根康弘（內閣・自由民主黨合同葬）

1945年后《国葬令》废除，《皇室典范》规定天皇去世为「大丧之礼」，其他无特别的国葬规定。战后唯一举办「大丧之礼」的为昭和天皇；而战后唯二举办国葬的为前首相吉田茂和安倍晉三。

### 大韓民國

朴正熙國葬（1979年）

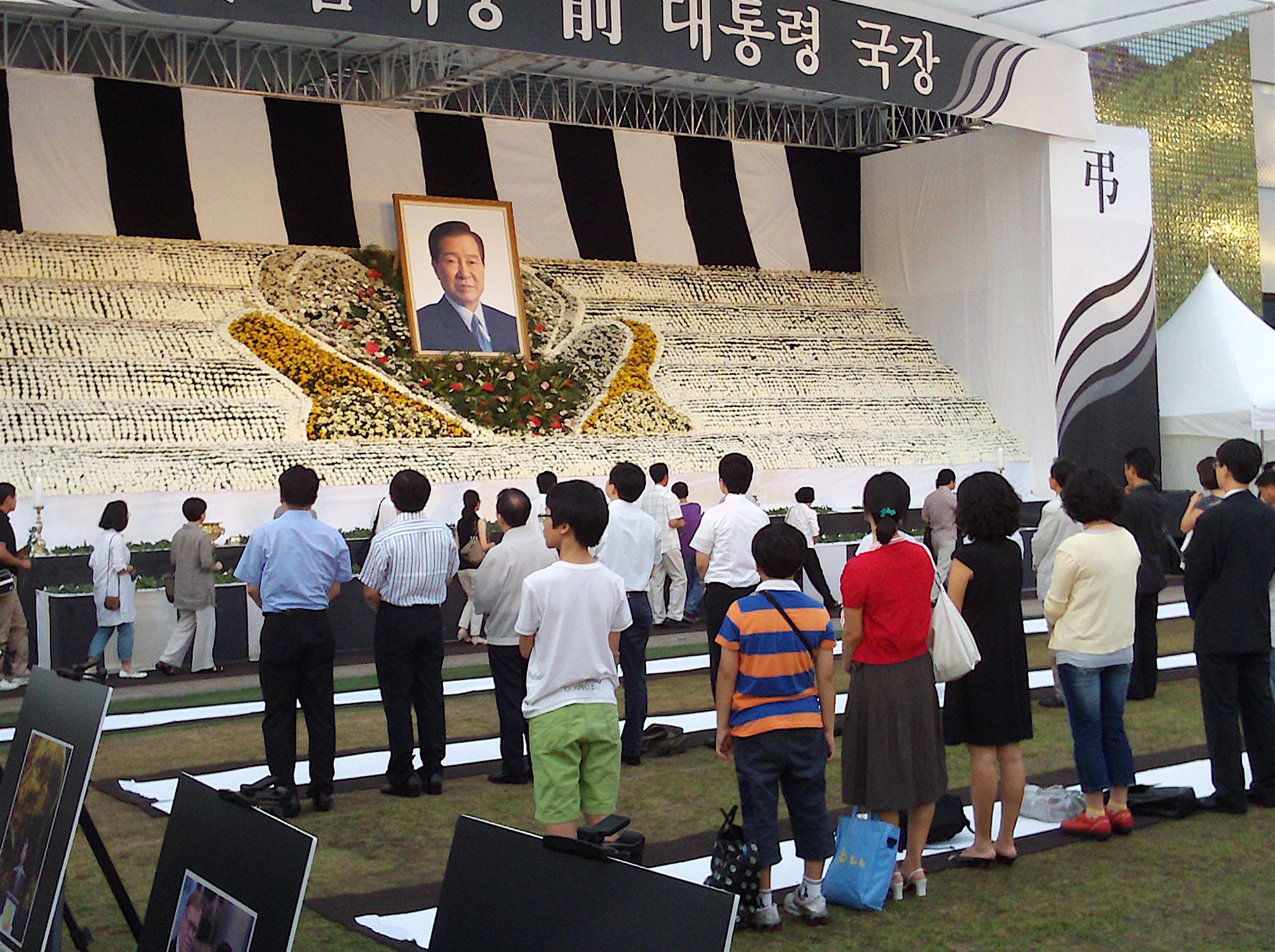
金大中國葬（2009年）

韓國原有兩種規格的國家葬儀：國葬及國民葬。2011年，韩国将《关于国葬和国民葬的法律》改为《国家葬法》，把国葬和国民葬统一为国家葬。
國葬是國家為前總統、功勛人士舉行的葬禮，一般舉行時間為9天。出殯當天，國家機關休息一天。前總統可獲安葬於大田或首爾的國立顯忠院（類似台灣的忠烈祠）的國家元首墓林。韓國歷任總統中，仅有朴正熙、金大中獲得國葬待遇。
國民葬規格僅次於國葬，是對社會或國家有極大貢獻的人，以全體國民的民義舉行的葬禮，政府將承擔大部分葬禮費用，但葬儀很大程度上會尊重死者家屬的意願。一般舉行時間為7天。出殯當天，全國將設置香堂供民眾弔唁，國家機關不休息。大韓民國總統中，崔圭夏與盧武鉉二人及朴正熙夫人陸英修身後以「國民葬」規格辦理。
国家葬，韩国历任总统中，有金泳三、盧泰愚获国家葬待遇。

### 朝鮮民主主義人民共和國
- 南日：1976年，葬於愛國烈士陵園
- 崔庸健：1976年，葬于大城山革命烈士陵园
- 崔贤：1982年，葬於大城山革命烈士陵园
- 康良煜：1983年，葬於愛國烈士陵園
- 金一：1984年，葬於大城山革命烈士陵园
- 林春秋：1988年，葬於大城山革命烈士陵园
- 许锬：1991年，葬於愛國烈士陵園
- 许贞淑：1991年，葬於爱国烈士陵园
- 金日成：1994年，停靈於平壤錦繡山紀念宮（並未下葬）
- 吳振宇：1995年，葬于大城山革命烈士陵园
- 崔光：1997年，葬于大城山革命烈士陵园
- 金炳植：1999年，葬於愛國烈士陵園
- 李钟玉：1999年，葬於爱国烈士陵园
- 延亨默：2005年，葬於爱国烈士陵园
- 白鹤林：2006年，葬于大城山革命烈士陵园
- 朴成哲：2008年，葬于大城山革命烈士陵园
- 洪成南：2009年，葬于爱国烈士陵园
- 金仲麟：2010年，葬于爱国烈士陵园
- 趙明祿：2010年，葬于爱国烈士陵园
- 金正日：2011年，停靈於平壤錦繡山紀念宮（並未下葬）
- 金国泰：2013年，葬於爱国烈士陵园
- 全炳浩：2014年，葬於爱国烈士陵园
- 李乙雪：2015年，葬于大城山革命烈士陵园
- 姜锡柱：2016年，葬於愛國烈士陵園
- 金永春：2018年，葬於愛國烈士陵園
- 金铁万：2018年，葬於大城山革命烈士陵园
- 黄顺姬：2020年，葬於大城山革命烈士陵园
- 玄哲海：2022年，葬于新美里爱国烈士陵园
- 金己男：2024年，葬于新美里爱国烈士陵园

### 越南社會主義共和國
- 黃叔沆（1947年，葬於廣義省天印山）
- 胡志明（1969年，並未下葬，停靈於河內胡志明紀念堂）
- 阮良邦（1979年，葬於河內枚驛公墓）
- 孫德勝（1980年，葬於河內枚驛公墓）
- 黎筍（1986年，葬於河內枚驛公墓）
- 范雄（1988年，葬於河內枚驛公墓）
- 長征（1988年，葬於河內枚驛公墓）
- 黎德壽（1990年，葬於河內枚驛公墓）
- 阮友壽（1996年，葬於胡志明市公墓）
- 阮文靈（1998年，葬於胡志明市公墓）
- 黎光道（1999年，葬於河內枚驛公墓）
- 范文同（2000年，葬於河內枚驛公墓）
- 武文杰（2008年，葬於胡志明市公墓）
- 武志公（2011年，葬於胡志明市公墓）
- 武元甲（2013年，葬於广平省廣澤縣廣東社武元甲大將陵園）
- 潘文凱（2018年，葬於胡志明市纠支县新通會社潘文凱陵園）
- 陈大光（2018年，葬於寧平省金山縣光善社陳大光陵園）
- 杜梅（2018年，葬於河內青池縣杜梅總書記陵園）
- 黎德英（2019年，葬於河內枚驛公墓）
- 黎可漂（2020年，葬於河內枚驛公墓）
- 阮富仲（2024年，葬於河內枚驛公墓）
- 陈德良（2025年，葬於广义省德普市普庆乡陵园）

### 苏联、俄羅斯
- 列寧1925年（因其遗体没有安葬，严格地说只是悼念仪式而不是葬礼；停靈於列寧墓）
- 斯大林1953年（遺體原先停靈於列寧墓，1961年才正式下葬於克里姆林宫红场墓园）
- 勃列日涅夫1982年（國葬於克里姆林宫红场墓园）
- 安德羅波夫1984年（國葬於克里姆林宫红场墓园）
- 契爾年科1985年（國葬於克里姆林宫红场墓园）
- 別斯蘭人質危機2002年
- 葉利欽：2007年4月26日（國葬於新圣女公墓）

蘇聯歷任領導人舉辦國葬的地點是工会大厦。

### 大不列顛及北愛爾蘭聯合王國

#### 王室
- 玛丽二世
- 威廉三世
- 安妮女王
- 卡羅琳王后
- 弗雷德里克親王
- 伊莉莎白公主
- 喬治二世
- 坎伯蘭公爵威廉
- 薩克森-哥達-阿爾滕堡的奧古絲塔
- 大不列顛的愛蜜莉亞
- 坎伯蘭和斯特拉森公爵亨利
- 格洛斯特和愛丁堡公爵威廉·亨利親王
- 大不列顛的奧古斯塔
- 威尔士的夏洛特·奥古斯塔公主
- 夏洛特王后
- 喬治三世
- 普魯士的弗蕾德里克·夏洛特
- 约克和奥尔巴尼公爵弗雷德里克
- 喬治四世
- 格洛斯特和爱丁堡公爵威廉·弗雷德里克亲王
- 威廉四世
- 奧古斯塔·索菲亞公主
- 薩塞克斯公爵奧古斯都·腓特烈
- 格洛斯特的索菲亞公主
- 索菲亞公主
- 薩克森-邁寧根的阿德萊德
- 剑桥公爵阿道弗斯王子
- 格洛斯特和愛丁堡公爵夫人瑪麗公主
- 萨克森-科堡-萨尔费尔德的维多利亚
- 阿尔伯特亲王
- 格奧爾格五世
- 奥尔巴尼公爵利奥波德王子
- 黑森-卡塞爾的奧古斯塔
- 克拉伦斯和阿文代尔公爵阿尔伯特·维克托王子
- 巴腾堡的海因里希王子
- 剑桥的玛丽·阿德莱德郡主
- 特克公爵法蘭西斯
- 維多利亞女王
- 乔治王子 (剑桥公爵)
- 愛德華七世

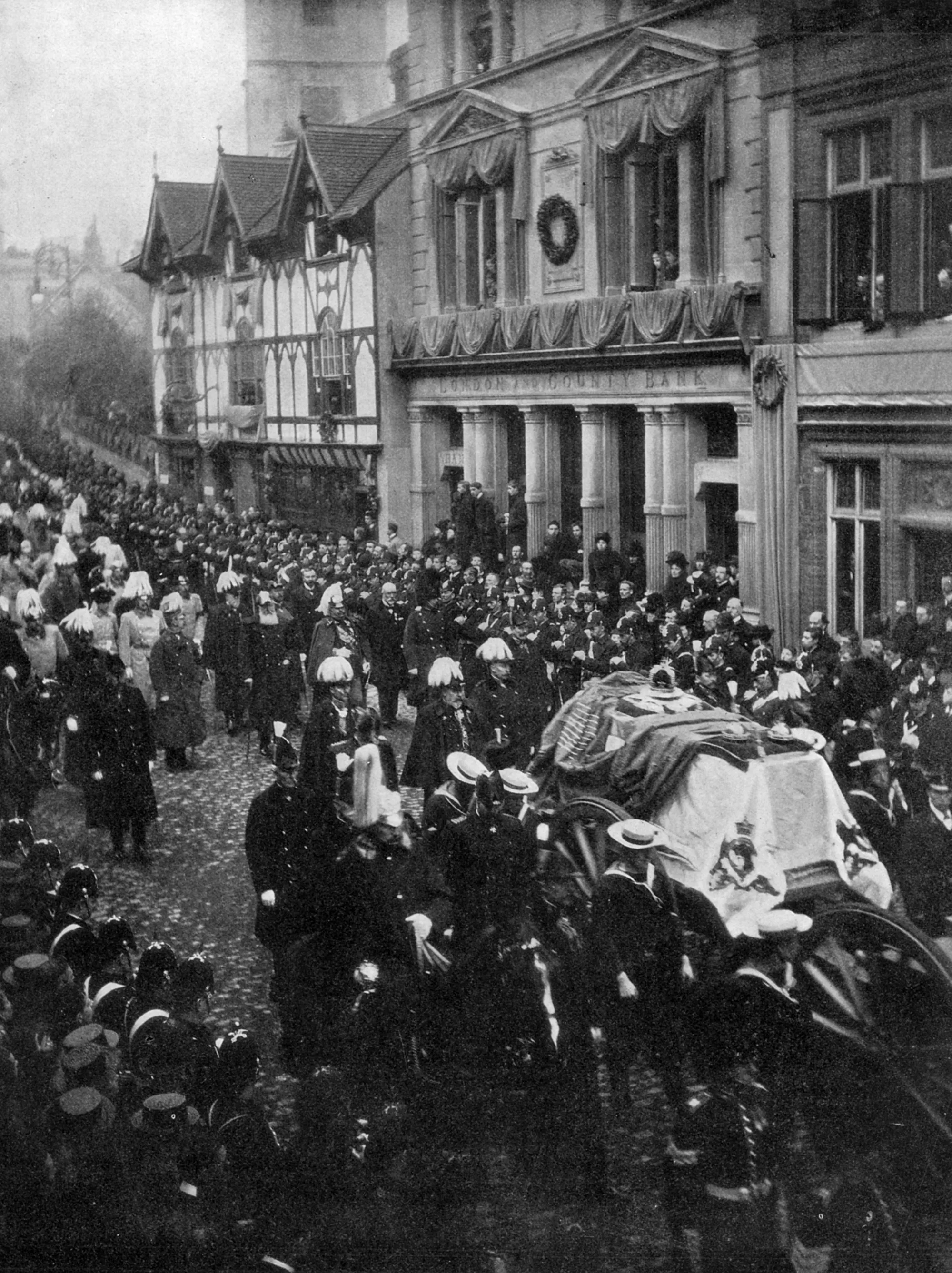
1901年2月2日，英國女王維多利亞維多利亞女王之死及國葬隊伍。

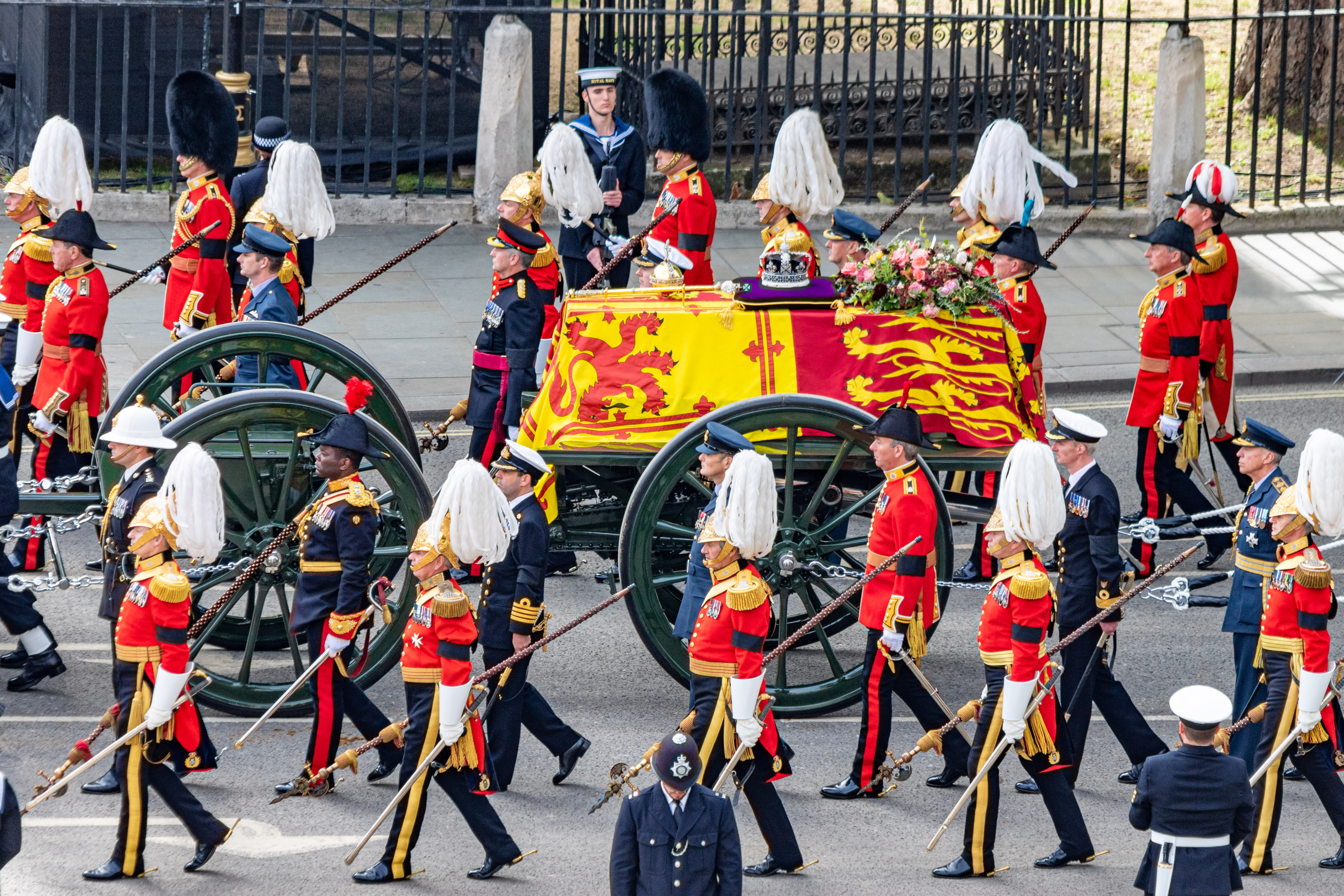
2022年9月19日，英國女王伊莉莎白二世國葬隊伍。

- 第一代米爾福德黑文侯爵路易·亞歷山大·蒙巴頓
- 丹麥的亞歷山德拉
- 喬治五世
- 特克的瑪麗
- 喬治六世
- 特克的玛丽
- 格洛斯特公爵亨利王子
- 第一代緬甸的蒙巴頓伯爵路易·蒙巴頓
- 黛安娜王妃
- 伊莉莎白王太后
- 理查三世（重新安葬）
- 爱丁堡公爵菲利普亲王
- 伊莉莎白二世

#### 其他
- 菲利普·西德尼
- 羅伯特·布萊克
- 艾薩克·牛頓
- 納爾遜子爵
- 小威廉·皮特
- 威靈頓公爵
- 第三代巴麥尊子爵亨利·坦普爾
- 羅伯特·內皮爾爵士（英语：Robert Napier, 1st Baron Napier of Magdala）
- 威廉·格萊斯頓
- 弗雷德里克·羅伯茨，第一代羅伯茨伯爵
- 艾迪丝·卡维尔
- 道格拉斯·黑格，第一代黑格伯爵
- 愛德華·卡森（英语：Edward Carson）
- 查爾斯·貝雷斯福德（英语：Lord Charles Beresford）
- 第一代費舍爾男爵約翰·費舍爾
- 約翰·弗倫奇，第一代伊普爾伯爵
- 溫斯頓·邱吉爾
- 柴契爾夫人

### 
- 1991年，澳洲政府為心臟外科醫生張任謙舉行國葬。
- 2006年9月，澳洲政府有意為月初意外逝世的「鱷魚先生」史帝夫·厄文舉行國葬，但被家屬婉拒。

### 法國
- 法國舉行國葬的人物（法语：Catégorie:Personnalité ayant eu des obsèques nationales en France）
  - 維克多·雨果（1885年）
  - 喬治·克隆（英语：Georges Coulon）（1912）
  - 莫里斯·巴雷斯（1923年）
  - 保羅·瓦勒里（1945年）
  - 菲利普·勒克萊爾（1947年）
  - 亨利·吉罗（1949 ）
  - 阿爾貝·勒布倫 （1951）
  - 萊昂·布魯姆 （1951）
  - 讓·德·拉特爾·德·塔西尼（1952）
  - 科萊特（1954年）
  - 赫里歐 （1957）
  - 艾梅·塞澤爾（2008年）
  - 薩繆爾·帕蒂（2020年）

法蘭西第五共和國歷任總統多於生前以遺囑明言拒絕身後國葬禮遇，僅只舉行全國追悼式。

### 德国

#### 魏瑪共和國
- 弗里德里希·艾伯特：1925年2月
- 保羅·馮·興登堡：1934年8月

#### 納粹德國
- 尤利烏斯·施雷克：1936年5月
- 恩斯特·烏德特：1941年11月
- 维尔纳·默尔德斯：1941年11月
- 萊茵哈德·海德里希：1942年6月
- 埃尔温·隆美尔：1944年10月18日，被希特勒威脅令其自殺，但為免影響士氣，納粹稱其戰死並舉行國葬

#### 東德、德国
- 威廉·皮克：1960年9月
- 特奧多爾·豪斯：1963年12月
- 奧托·格羅提渥：1964年9月
- 康拉德·艾德諾：1967年4月
- 瓦爾特·烏布利希：1973年8月
- 威利·布蘭特：1992年10月
- 約翰內斯·勞：2006年1月
- 里夏德·冯·魏茨泽克：2015年1月
- 赫尔穆特·施密特：2015年11月
- 瓦尔特·谢尔：2016年8月
- 罗曼·赫尔佐克：2017年1月
- 赫尔穆特·科尔：2017年6月

### 波蘭
- 在空難中罹難的總統萊赫·卡欽斯基与第一夫人瑪麗婭·卡欽斯卡：2010年4月18日

### 荷蘭
克勞斯親王、朱丽安娜女王和伯恩哈德親王的葬禮是荷蘭唯一被稱為國葬的皇家葬禮；以前的皇家葬禮被視為是皇室的私人事務。 唯一被認為接受過國葬的非皇室荷蘭人是1927年逝世的約翰尼斯·本尼迪克圖斯·范赫茨。

### 西班牙
- 佛朗哥：1975年11月
- 馬德里三一一爆炸案罹難者：2004年3月24日
- 西班牙於阿富汗執行任務時墜機遇难的17名军人：2005年8月20日
- 萊奧波爾多·卡爾沃-索特洛：2008年5月
- 萨马兰奇：2010年4月
- 阿道弗·蘇亞雷斯：2014年3月

### 新加坡
接受新加坡国葬者为：
- 尤索夫·伊薩（1970） -新加坡首任總統
- 班傑明·亨利·薛爾思（1981年） -前總統
- 黃金輝（2005年5月2日） -前總統
- 拉惹勒南（2006年2月25日） -前內閣資政
- 吳慶瑞（2010年5月23日） -前副總理
- 柯玉芝（2010年2月） -李光耀總理夫人
- 李光耀（2015年3月23日） -國父、首任總理
- 塞拉潘·納丹（2016年） -前總統

另一種類型的葬禮在新加坡稱為國家協助葬。規模及禮遇雖不如國葬，但仍接受公開悼唁。
- 王鼎昌（2002年2月） -前總統
- 林金山（2006年） -元勳
- 杜進才（2012年2月7日） -前副總理
- 奧斯曼渥（2017年） -元勳

### 菲律賓
- 曼努埃爾·奎松（1946年）
- 曼努埃爾·羅哈斯（1948）
- 埃尔皮迪奥·基里诺（1956）
- 拉蒙·麥格塞塞（1957）
- 何塞·帕西亚诺·劳雷尔（1959）
- 塞尔吉奥·奥斯米纳（1961）
- 埃米利奧·阿奎納多（1964）
- 卡洛斯·加西亞（1971）
- 艾奎諾二世（1983）
- 卡洛斯·佩納·羅慕洛（1985）
- 迪奧斯達多·馬卡帕加爾（1997）
- 辛海棉（2005）
- 阿基诺夫人（2009）
- 傑西·羅布雷多（2012）
- 费迪南德·马科斯（2016年正式安葬，曾引发巨大争议[6]）
- 阿基诺三世（2021）

### 印度尼西亞
- 蘇迪曼（印尼將領、民族英雄，1950年1月30日）
- 930事件革命英雄（1965年10月5日）
- 蘇加諾（1970年6月22日）
- 穆罕默德·哈達（副總統，1980年3月）
- 哈孟庫布沃諾九世（英语：Hamengkubuwono IX）（副總統，1988年10月）
- 西蒂·哈迪娜（蘇哈托夫人，1996年4月）
- 蘇哈托（2008年1月）
- 瓦希德（2009年12月）
- 優素福·哈比比（2019年9月）

### 印度
- 圣雄甘地：1948年遇刺身亡
- 尼赫魯
- 拉爾·巴哈杜爾·夏斯特里
- 英迪拉·甘地
- 德蕾莎修女
- 實諦·賽·巴巴
- 薩拉布吉特·辛格
- 阿卜杜爾·卡拉姆
- 詩麗黛瑋
- 曼莫汉·辛格

### 巴基斯坦
- 穆罕默德·阿里·真納
- 阿卜杜勒·薩塔·伊迪
- Asghar Khan
- Mushaf Ali Mir
- 路得·普福
- Anwar Shamim
- 齊亞·哈克

### 阿根廷
- 伊娃·裴隆
- 胡安·庇隆
- 勞爾·阿方辛
- 內斯托爾·基什內爾
- 迭戈·马拉多纳

### 巴西
- 埃尔顿·塞纳（1994年）

### 墨西哥
- 卡洛斯·富恩特斯
- 米格爾·德拉馬德里

### 古巴
- 菲德尔·卡斯特罗（2016年）

### 伊朗
- 哈桑-阿里·曼蘇爾（1965年1月27日）
- 穆罕默德·阿里·拉賈伊和穆罕默德賈瓦德·巴霍納爾（1981年8月30日）
- 霍梅尼（1989年6月5日， 超過300萬人參加此次國葬）
- 穆罕默德-禮薩·馬赫達維·卡尼（英语：Mohammad-Reza Mahdavi Kani）（2014年10月23日）
- 阿克巴尔·哈什米·拉夫桑贾尼（2017年1月10日）
- 馬赫穆德·哈什米·沙赫魯迪（英语：Mahmoud Hashemi Shahroudi）（2018年12月26日）
- 蘇萊曼尼（2020年1月6至7日）

### 埃及
- 納賽爾
- 巴勒維
- 薩達特
- 穆巴拉克

### 阿爾及利亞
- 本·貝拉
- 布特弗利卡

### 安哥拉
- 阿戈什蒂紐·內圖（1979年）
- 若泽·爱德华多·多斯桑托斯（2022年）

### 波札那
- 塞雷茨·卡馬
- 奎特·馬西雷

### 蒲隆地
- 皮埃爾·恩庫倫齊扎

### 喀麥隆
- 马克-维维安·福

### 剛果民主共和國
- 洛朗·卡比拉

### 埃塞俄比亞
- 梅萊斯·澤納維

### 加蓬
- 奧馬爾·邦戈

### 加納
- 夸梅·恩克魯瑪
- George Kingsley Acquah
- Ebenezer Ako-Adjei
- Francis Allotey
- Kwesi Amissah-Arthur
- Kofi Annan
- Vincent Cyril Richard Arthur Charles Crabbe
- W. E. B. Du Bois
- Emmanuel Evans-Anfom
- Mary Grant
- Joseph Henry Mensah
- J. H. Kwabena Nketia
- Paul Victor Obeng
- William Ofori Atta
- Atukwei Okai
- Victor Owusu
- Nathan Quao
- Emmanuel Charles Quist
- 約翰·阿塔·米爾斯
- 阿利烏·馬哈馬
- 阿卜杜勒·瓦哈卜亞當
- 傑瑞·羅林斯

### 肯亞
- 喬莫·肯雅塔
- 旺加里·馬塔伊
- 丹尼尔·阿拉普·莫伊

### 馬拉威
- 賓古·瓦·穆塔里卡

### 南非
- 納爾遜·曼德拉
- 沃爾特·西蘇魯
- 艾伯蒂娜·西蘇魯

### 坦桑尼亞
- 尼雷爾
- 班傑明·姆卡帕
- 约翰·马古富利
- 阿里·哈桑·姆維尼

### 贊比亞
- 姆瓦納瓦薩
- 弗雷德里克·奇盧巴
- 迈克尔·萨塔
- 肯尼思·卡翁達

### 辛巴威
- 約舒亞·恩科莫
- Simon Muzenda
- Joseph Msika
- John Nkomo
- Oliver Mtukudzi
- 羅伯特·穆加贝